# روبرت شتاينر (لاعب كرة قدم)
روبرت شتاينر (بالسويدية: Robert Steiner)‏ (20 يونيو 1973 في السويد - ) هو لاعب كرة قدم سويدي في مركز الهجوم. شارك مع منتخب السويد لكرة القدم. أما مع النوادي، فقد لعب مع برادفورد سيتي وكوينز بارك رينجرز ونادي نوركوبنغ ونادي والسول.

## وصلات خارجية
- روبرت شتاينر على موقع قاعدة بيانات كرة القدم.إي يو (الإنجليزية)
- روبرت شتاينر على موقع ناشيونال فوتبول تيمز (الإنجليزية)
- روبرت شتاينر على موقع Soccerbase.com (لاعب) (الإنجليزية)
- روبرت شتاينر على موقع عالم كرة القدم.نت (الإنجليزية)